# Frederic T. Greenhalge
Frederic T. Greenhalge (19 juillet 1842 - 5 mars 1896) est un homme politique américain.

## Biographie
Il est enterré dans le cimetière de Lowell au Massachusetts(p417).